# Итальянская лира
Италья́нская ли́ра (итал. lira italiana) — денежная единица, имевшая хождение в Италии, Сан-Марино и Ватикане до введения евро в 2002 году.

## История

### Возникновение итальянской лиры
Итальянская лира появилась в результате реформы императора Карла Великого около 780—790 годов, в результате которой бывшие в обращении римские золотые солиды были заменены серебряными каролингскими денариями. Каролингский денарий содержал 1,76 г серебра 95-й пробы, что составляло примерно 1,67 г чистого серебра и представлял собой чеканную монету, единую и единственную для всей империи. При этом в качестве счётных единиц (но не монет) использовались понятия «солид» (= 12 денариев) и «лира» (= 240 денариев или 20 солидов), причём ни солид, ни лира реально как монеты не выпускались. Само слово лира произошло от лат. libra — фунт (или весы), соответствовавший примерно 410 граммам.

### Лира в государствах Италии
Первой монетой с номиналом в лиру стала серебряная венецианская лира Трон 1472 года. В 1474 ей на смену пришла лира мочениго, которая не отличалась по весовым характеристикам, но имела другое изображение. Мочениго чеканили вплоть до 1575 года.

### Лира объединённой Италии
После объединения Италии под властью Савойской династии в 1861 году началась чеканка единой для всего королевства итальянской лиры. Были выпущены монеты номиналом 1, 2, и 5 чентезимо из меди, 50 чентезимо, 1, 2 и 5 лир из серебра, 10 и 20 лир из золота. Приказом 24 августа 1862 года все монеты бывших итальянских государств были заменены лирой с золотым содержанием в 0,290323 г чистого золота или 4,5 г серебра, то есть аналогичным другим монетам Латинского валютного союза. Позже к этим номиналам были добавлены монеты в 10 чентезимо (медь), 20 чентезимо (сначала серебро, а затем медно-никелевый сплав), 5, 50 и 100 лир (золото). После Первой мировой войны монеты в 50 чентезимо, 1 и 2 лиры начали чеканить из никеля, а в годы Второй мировой войны — из нержавеющей стали. Монеты номиналом в 5, 10 и 20 лир выпускались из серебра.
В 1943 году американо-британское военное командование начало выпуск оккупационных денежных знаков (лир Союзного военного командования). Банкноты печатались в США, выпускались до 1945 года и находились в обращении параллельно с итальянской лирой до 1950 года. Выпуск союзных лир привёл к быстрой инфляции на территории, контролируемой союзниками (а с 1945 г. в Италии в целом).
На территории Итальянской социальной республики (1943—1945) выпускались собственные банкноты, которые обращались наряду с общеитальянскими. Вплоть до окончания войны курс и покупательная способность банкнот ИСР оставались относительно высокими, в отличие от территорий, где циркулировали американские оккупационные лиры.
После Второй мировой войны из-за сильной инфляции чентезимо больше не выпускались, и самым мелким номиналом стала монета в 1 лиру. К моменту перехода Италии на евро в обращении находились следующие номиналы монет: 5, 10, 20, 50, 100, (монеты достоинством в 50 и 100 лир изготавливались из стального сплава, именуемого акмонитал), 200, 500 и 1000 лир.
По курсу Госбанка СССР на 1 июля 1973 года 1000 итальянских лир = 1 рубль 23 копейки.
1 января 2002 года вошёл в обращение евро, который использовался наравне с лирой до 1 марта 2003 года, когда лира полностью вышла из обращения. Из всех валют-предшественниц евро итальянская лира (как и лиры карликовых государств Сан-Марино и Ватикана) являлась самой дешёвой валютой по стоимости основной единицы.
Курс обмена равнялся 1936,27 лиры к 1 евро. На протяжении 10 лет Банк Италии предоставлял возможность обменять лиры на евро.

## Банкноты (1984—1994)
Ниже представлены изображения итальянских банкнот последних выпусков.
| Изображение | Номинал    | Основные цвета                          | Размер      | Описание                                                                             | Описание                                                                            | Описание |
| Изображение | Номинал    | Основные цвета                          | Размер      | Лицевая сторона                                                                      | Оборотная сторона                                                                   |          |
| ----------- | ---------- | --------------------------------------- | ----------- | ------------------------------------------------------------------------------------ | ----------------------------------------------------------------------------------- | -------- |
|             | 1000 лир   | Красный Фиолетовый                      | 112 x 62 мм | Портрет педагога Марии Монтессори                                                    | Женщина, занимающаяся с ребёнком по методу Монтессори                               |          |
|             | 2000 лир   | Коричневый                              | 118 x 60 мм | Портрет радиотехника Маркони Гульельмо                                               | Яхта Маркони «Элеттра»; радиовышки на станции Глейс-Бэй в Новой Шотландии; телеграф |          |
|             | 5000 лир   | Оливково-зелёный Голубой                | 126 x 70 мм | Портрет композитора Винченцо Беллини Театр Массимо Беллини в Катании                 | Одна из сцен оперы «Норма» авторства Беллини                                        |          |
|             | 10000 лир  | Тёмно-синий                             | 133 x 70 мм | Портрет учёного Алесса́ндро Вольты Вольтов столб                                      | Музей «Храм Вольты» в Комо                                                          |          |
|             | 50000 лир  | Фиолетовый Тускло-зелёный               | 150 x 70 мм | Портрет архитектора Джованни Лоренцо Бернини Фонтан Тритона                          | Конная статуя в соборе Святого Петра в Ватикане                                     |          |
|             | 100000 лир | Тёмно-коричневый Красный Бледно-зелёный | 156 x 70 мм | Портрет художника Караваджо Женщина и мужчина, изображённые на его картине «Гадалка» | Корзина фруктов                                                                     |          |
|             | 500000 лир | Голубой Синий                           | 163 x 78 мм | Портрет художника Рафаэля Санти Триумф Галатеи                                       | Афинская школа                                                                      |          |

## Монеты
Ниже представлены изображения итальянских монет последних выпусков.

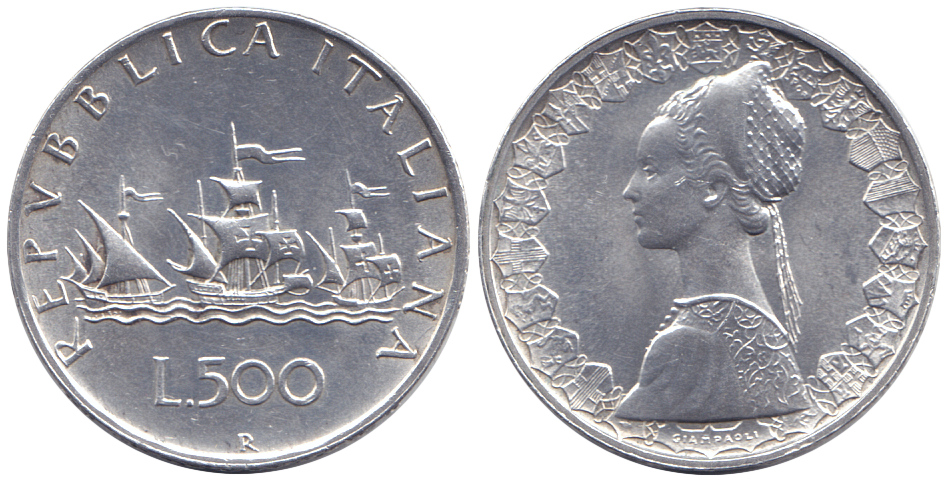
500 лир 1960 года. Серебро 835 пробы, вес 11.04. На аверсе изображены каравеллы Колумба
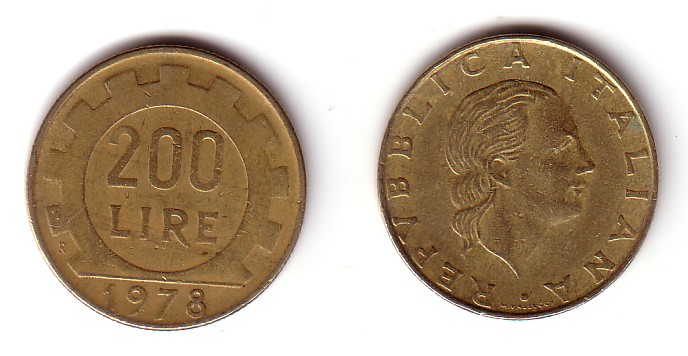
200 лир

### Юбилейные монеты
Ниже представлены изображения юбилейных монет Италии 1961—1999 годов.